# Mya Diamond
Mya Diamond (Marcali, 11 aprile 1981) è un'ex attrice pornografica ungherese. È nota anche con gli pseudonimi Zara Mars, Mya, Mia Diamond, May Ocean.

## Biografia

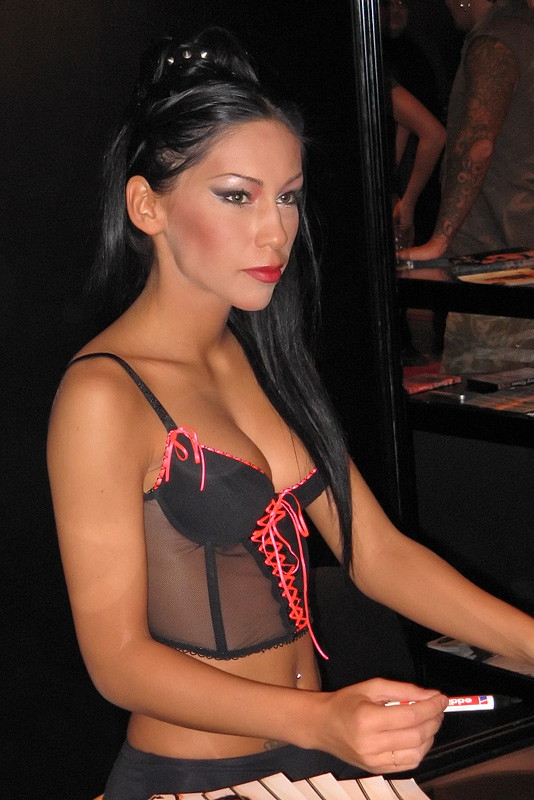
Mya Diamond

Poliglotta, durante i suoi studi universitari ha lavorato nel campo turistico e come modella. Ha un fratello ed una sorella minori.
Ha iniziato la propria carriera di attrice pornografica nel 2003 dopo essersi trasferita a Budapest. Ha lavorato con molte colleghe/i ungheresi, tra le quali Sandy, Szilvia Lauren, Sandra Shine, Sophie Moone, Lauro Giotto, Choky Ice, Bob Terminator, nonché con gli attori italiani Rocco Siffredi e Franco Trentalance.
Ha realizzato video per i registi Michael Ninn, Viv Thomas, Hervé Bodilis, Francesco Fanelli, Frank Thring.
Nel 2005 ha avuto una parte in Sex Angels di Xavi Dominguez ed ha ottenuto la nomination come miglior attrice ai FICEB. L'anno seguente ha ottenuto il premio per il sequel Sex Angels 2.
Secondo il sito IAFD, la sua carriera di attrice si è svolta dal 2002 al 2017.

## Premi
- 2005 FICEB Ninfa Prize nominee – Best Actress – Sex Angels
- 2006 FICEB Ninfa Prize winner – Best Actress – Sex Angels 2[2]
- 2007 AVN Award nominee – Female Foreign Performer of the Year
- 2007 AVN Award nominee – Best Group Sex Scene (Film) – Emperor
- 2007 AVN Award nominee – Best Sex Scene in a Foreign-Shot Production – Sex Angels 2[3]

## Filmografia
- Lesbian Imaginations (2009)
- Private Movies 48: The MILF Cafe (2009)
- Secretaries 2 (2009)
- Sex with Sandra Shine (2009)
- Magic Graffiti (2008)
- Simply Beautiful (2008)
- Chantages sexuels (2008)
- The Art of Kissing 3 (2008)
- Big Butt Attack 2 (2008)
- Drunk Sex Orgy: Bride Bang (2008)
- Lotta di classe (2008)
- Unfaithful: Part II (2007)
- Girl on Girl 3 (2007)
- Falomanias (2007)
- Falomanias II (2007)
- Filthy 2 (2007)
- Luna's Angels (2007)
- The Mirror Effect (2007)
- The Private Life of Mya Diamond (2007)
- Velvet: Doppio inganno (2007)
- Victory Over De-Feet (2007)
- Yasmine & the Masseuses (2007)
- Supreme Hardcore 2 (2006)
- Private Gold 81: Porn Wars - Episode 1 (2006)
- Private Gold 82: Sex City 3 (2006)
- Ma' Fuckers 2 (2006)
- Raw Sex Trio 3 (2006)
- Pussies on View: Vol. 2 (2006)
- Lost (2006)
- Cream Pie Perfection (2006)
- Cumstains 7 (2006)
- Emperor (2006)
- La doppia identità di Anna Brumer (2006)
- Nylons (2006)
- Pop 6 (2006)
- Private Gems: The Best Scenes of the Year 2006 (2006)
- Private Sex Positions (2006)
- Private X-treme 28: Point of View (2006)
- Sex Angels 2 (2006)
- Sex Maniacs 2 (2006)
- Sex Maniacs 3 (2006)
- Seductive 4 (2005)
- Pipeline Riders (2005)
- Lesglam One (2005)
- Private Black Label 37: Private Chateau 2 - A Shady Past (2005)
- Mayfair: The Private Practice (2005)
- Private Black Label 36: Private Chateau - The Struggle for Power (2005)
- Spunk Fiction (2005)
- Private X-treme 18: Eurobabes Take It to the Xtreme (2005)
- Scharfe Strohwitwen (2005)
- The Voyeur 29 (2005)
- "Sandy: Agent Provocateur" (2005) Série TV
- 2 Sex 3 Angels (2005)
- Anal Empire 1 (2005)
- Babelicious (2005)
- Cum Hungry Leave Full (2005)
- Cum on My Face 2 (2005)
- Exxxtraordinary Eurobabes 3 (2005)
- In the Crack 077: Mya Diamond & Sophie Paris (2005)
- Leg Affair 14 (2005)
- Ma' Fuckers (2005)
- Meet the Fuckers 2 (2005)
- Nailed with Cum (2005)
- Nasty Girls 32 (2005)
- Pleasures of the Flesh 10 (2005)
- Private: Diamonds (2005)
- Private Pearls: The Best Scenes of the Year 2005 (2005)
- Private XXX 17: Sex Kittens (2005)
- Private XXX 20: Angels of Sin (2005)
- Russian Institute: Lesson 1 (2005)
- Salad Eating Sluts (2005)
- She Licks Girls (2005)
- Slam It! In Harder (2005)
- Swank XXX #2 (2005)
- Take on Me (2005)
- The Best by Private 69: Ass to Mouth (2005)
- Tic Tac Toe's (2005)
- Top Guns 3 (2005)
- Penocchio (2004)
- Spaghetti Connection (2004)
- Private Gold 65: Sex Angels (2004)
- Room Service (2004)
- Sport Babes 4 (2004)
- 1st Time Teens (2004)
- Anal Fixation (2004)
- Cherry Bomb (2004)
- Circle of Deceit 2 (2004)
- First Class Euro Sluts 2 (2004)
- Forbidden Cherries (2004)
- Leg Action 1 (2004)
- Legal Skin 14 (2004)
- Lusty Legs 3 (2004)
- Planting Seeds (2004)
- Precious Pink, Body Business No. 13 (2004)
- Protection très rapprochée (2004)
- Sandy's Girls 3 (2004)
- Sandy's Girls 5 (2004)
- Sex Connection (2004)
- Sextet (2004)
- Swank XXX #1 (2004)
- Ten Little Piggies 5 (2004)
- The Harder They Cum 2 (2004)
- Der Fotograf und die Fickluder (2003)
- Ass Wide Open (2003)
- Girl + Girl No. 4 (2003)
- Look What's Up My Ass 3 (2003)
- Pleasures of the Flesh 6 (2003)